# خوان ماریا سولار
خوان ماریا سولار (انگلیسی: Juan María Solare؛ زادهٔ ۱۱ اوت ۱۹۶۶) موسیقی‌دان اهل آرژانتین است. این آهنگساز آرژانتینی پیانیست است. سولار متولد بوئنوس آیرس آرژانتین است. مطالعات سولار درحوزه پیانو بوده و دیپلم خود را در پیانو (ماریا ترزا Criscuolo) و تصنیف (فرمینا Casanova خوان کارلوس Zorzi) و رهبری موسیقی (ماریو Benzecry) در Conservatorio Nacional de Música کارلوس لوپز اندکللو دریافت کرده‌است. او همچنین با فرانسیسکو Kröpfl مطالعه خصوصی داشته‌است.

## موسیقی فیلم
- Desde la ventana ("از پنجره"), فیلم سرگذشتی، مستند از فیلمساز کلمبیایی سانتیاگو هررا گومز، کلن، مارس 1996.
- Messa para dos (جدول برای دو) توسط Medardo Amor و آنجل آلمازان Almazán مادرید اوت 2003.
- موسیقی الکتروآکوستیکی برای فیلم تجربی کوتاه 'دوقطبی' توسط کارگردان آلمانی اکسل لارگو، بن ژوئن 2006.
- موسیقی برای (1951) فیلم کوتاه علمی صامت 'Verformung von Metallkristallen'. توسط گونتر وازرمان (Clausthal). افتتاحیه: سینما Metrópolis، هامبورگ، 10 ژوئن 2007.
- Corazón en sombras (قلبهای در سایه) توسط Medardo Amor و آنجل آلمازان، مادرید، دسامبر 2007.
- زیما توسط کاتارینا استانکوویچ، کلن ژوئن 2011.

سولاره همچنین برای انیمیشن های اینترنتی نیز موسیقی نوشته است که عمدتاً برای فیلم هنرمند کاتالان نوریا جانکوزا بوده است.

## رهبری ارکستر
- 2002–در حال حاضر: رهبری Orquesta No Típica در دانشگاه برمن. [۲]
- 2012-2014: رهبری ارکستر ژاکوب چامبر در دانشگاه ژاکوب چامبر برمن.
- 2013–در حال حاضر: رهبر ارکستر سمفونیک، ارکستر برمر OrchesterGemeinschaft. [۳]

## عضو هیئت داوران
در ژانویه سال 2002 در رقابت Jugend musiziert به خدمت در داوران پیانو پرداخت.
در مارس 2004 عضو هیئت داوران در رقابت های ملی برای پیانیست جوان "پیکوله مانی" (پروجا، ایتالیا) با یک قطعه از او با عنوان "قطعه واجب" در هر بخش.
در سپتامبر سال 2004 او در هیئت منصفه (تصنیف) در رقابتهای "Xicöatl" (سالزبورگ) بود.
در سال 2006 یکی از اعضای هیئت داوران در رقابتهای تصنیف در جهان موسیقی روز (اشتوتگارت) بود.
در سال 2007 عضو هیئت داوران رقابتهای کلارینت در موسیقی ماریشن کلاریپرو  بود با قطعه خود به نام کانوالنسیا به عنوان قطعه واجب.